# Kościół św. Michała Archanioła w Kwilczu
Kościół św. Michała Archanioła w Kwilczu – kościół rzymskokatolicki, najstarszy zabytek we wsi. Świątynia została zbudowana w latach 1766–1782 w stylu późnobarokowym.

## Zabytkowy zespół kościoła parafialnego

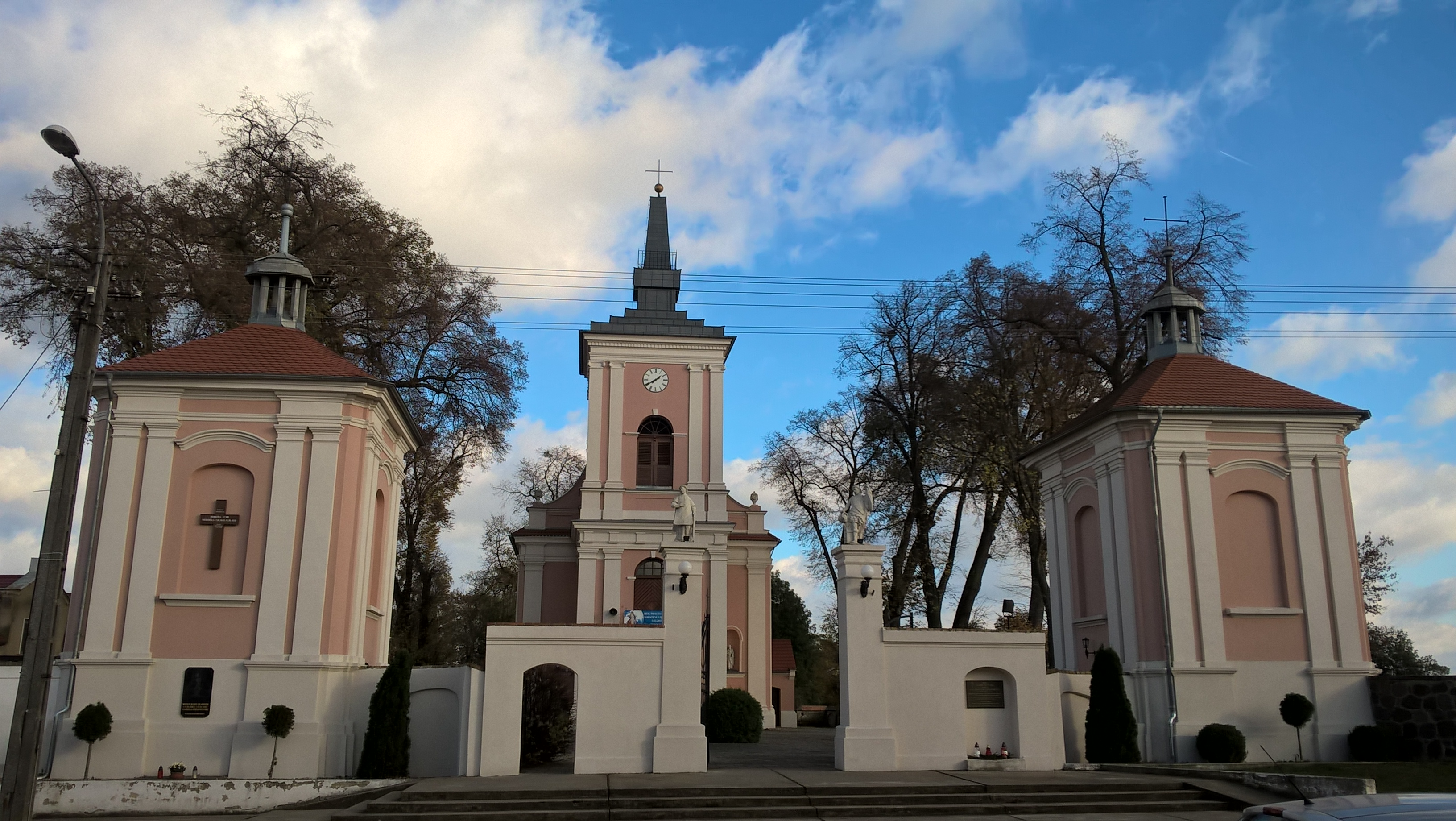
Kościół w Kwilczu pod wezwaniem św. Michała Archanioła

| zabytek                                 | opis źródło | datowanie     |
| --------------------------------------- | ----------- | ------------- |
| Kościół parafialny pw. św. Michała      | [ 1 ] [ 2 ] | 1766-82       |
| Dwie wieże-kapliczki                    | [ 1 ]       | 1780-90       |
| Cmentarz kościelny                      | [ 1 ]       |               |
| Cmentarz grzebalny                      | [ 1 ]       | 1 poł. XIX w. |
| Ogrodzenie cmentarzy z bramą i rzeźbami | [ 1 ]       | 1780-90       |

## Historia kościoła

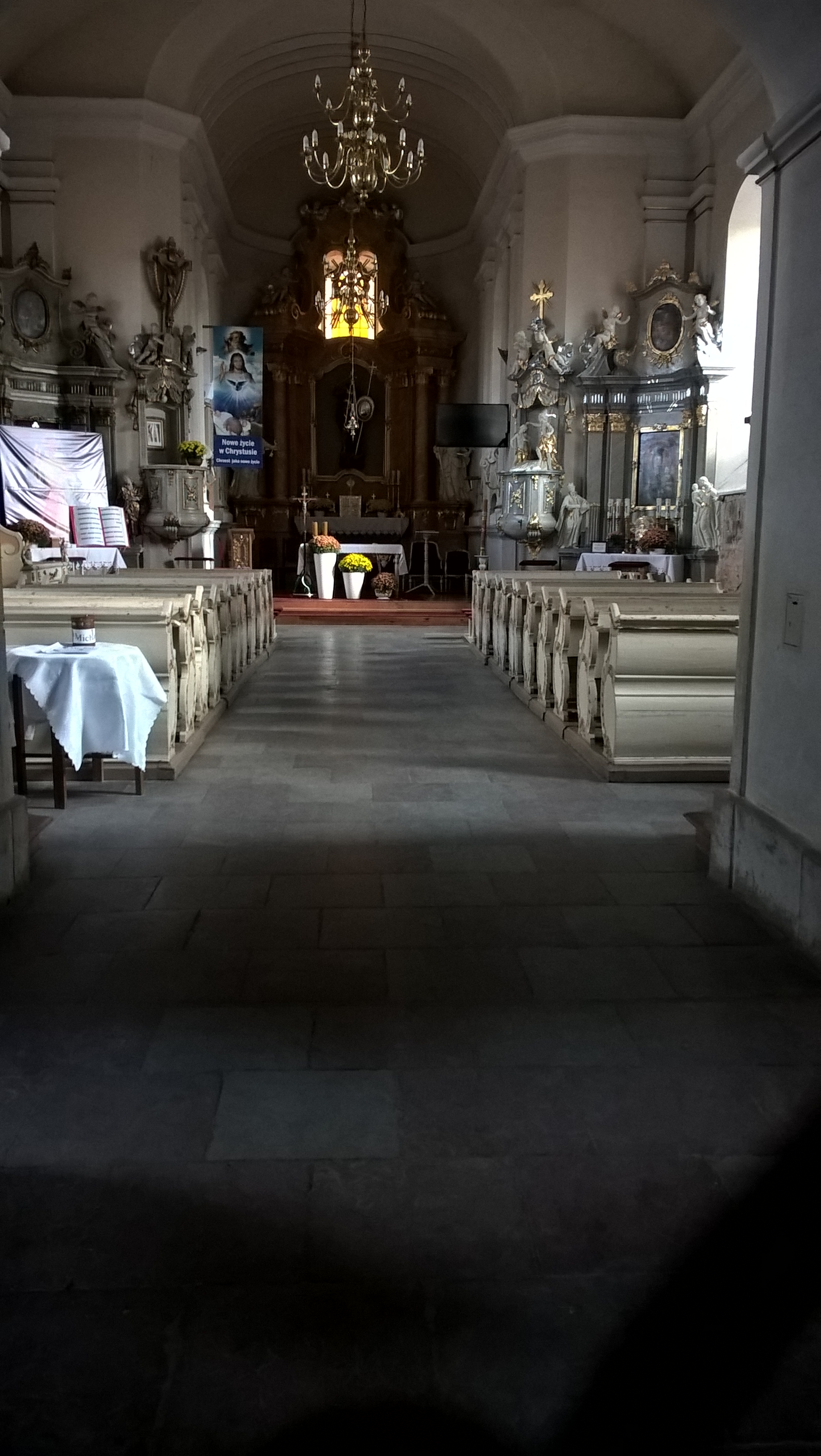
Kościół w Kwilczu widok na nawę i ołtarz

Pierwszy kościół pod wezwaniem świętego Michała powstał prawdopodobnie około XIV wieku z fundacji Bylinów Kwileckich.
W roku 1693 kwilecki kościół był drewniany, "pół starego, pół nowego przybudowanego" w kształcie krzyża, z jednym tylko ołtarzem "wielkim, staroświeckim, zamykanym".
W 1776 roku zaraz za dawnym drewnianym kościołem z fundacji braci Kwileckich – Franciszka Antoniego, Jana i Adama – rozpoczęto budowę nowego, murowanego kościoła. Na kamieniu węgielnym umieszczono trzy krzyże i inicjały FK, AK i JK. Budowę kościoła ukończono po szesnastu latach, w 1782 roku. 29 września tegoż roku kościół poświęcił ksiądz dziekan lwówecki Tomasz Robiński, pleban i altarzysta kwilecki.
W latach 1792–1793 zbudowano wieżę kościoła.

## Opis kościoła
Zbudowany w latach 1766–1781 na planie prostokąta kościół jest otynkowany, ozdobiony pilastrami. Wieżę wzniesiono na przełomie 1792 i 93 roku w kształcie obelisku (wys. 45 m). Zdobi ją mały balkonik. Po bokach prezbiterium znajdują się zakrystie, a nad nimi loże. Wyposażenia wnętrza: klasycystyczne ławy i konfesjonały rokokowe. Ołtarz główny poświęcony został św. Michałowi. Nad ołtarzem Duch Święty. Ołtarze boczne poświęcone zostały Ukrzyżowanemu Panu Jezusowi oraz Matce Boskiej Szkaplerznej. Na ścianach cztery duże pomniki Kwileckich: kasztelana łędzkiego Łukasza i jego żony Barbary, kasztelana kaliskiego Franciszka i jego żony Teresy ze Szczanieckich, pułkownika wojsk saskich Konstantego i kasztelana międzyrzeckiego Jana.